# Bladvormig korstmos
Bladvormige korstmossen zijn korstmossen met lobben die een duidelijk verschillende onder- en bovenzijde hebben. De lobben liggen ten minste voor een deel vrij van het substraat en zijn er niet mee vergroeid. De bladvormige korstmossen worden samen met de struikvormige korstmossen onderscheiden als 'macrolichenen'.
Er kunnen twee hoofdtypen van bladvormige korstmossen worden onderscheiden: de laciniate en de umbilicate bladvormige korstmossen.

## Laciniate korstmossen
Laciniate korstmossen hebben de kenmerkende gelobde korstmosvorm met grote vormenrijkdom. Voorbeelden: soorten van de geslachten Peltigera, Xanthoria en Parmelia

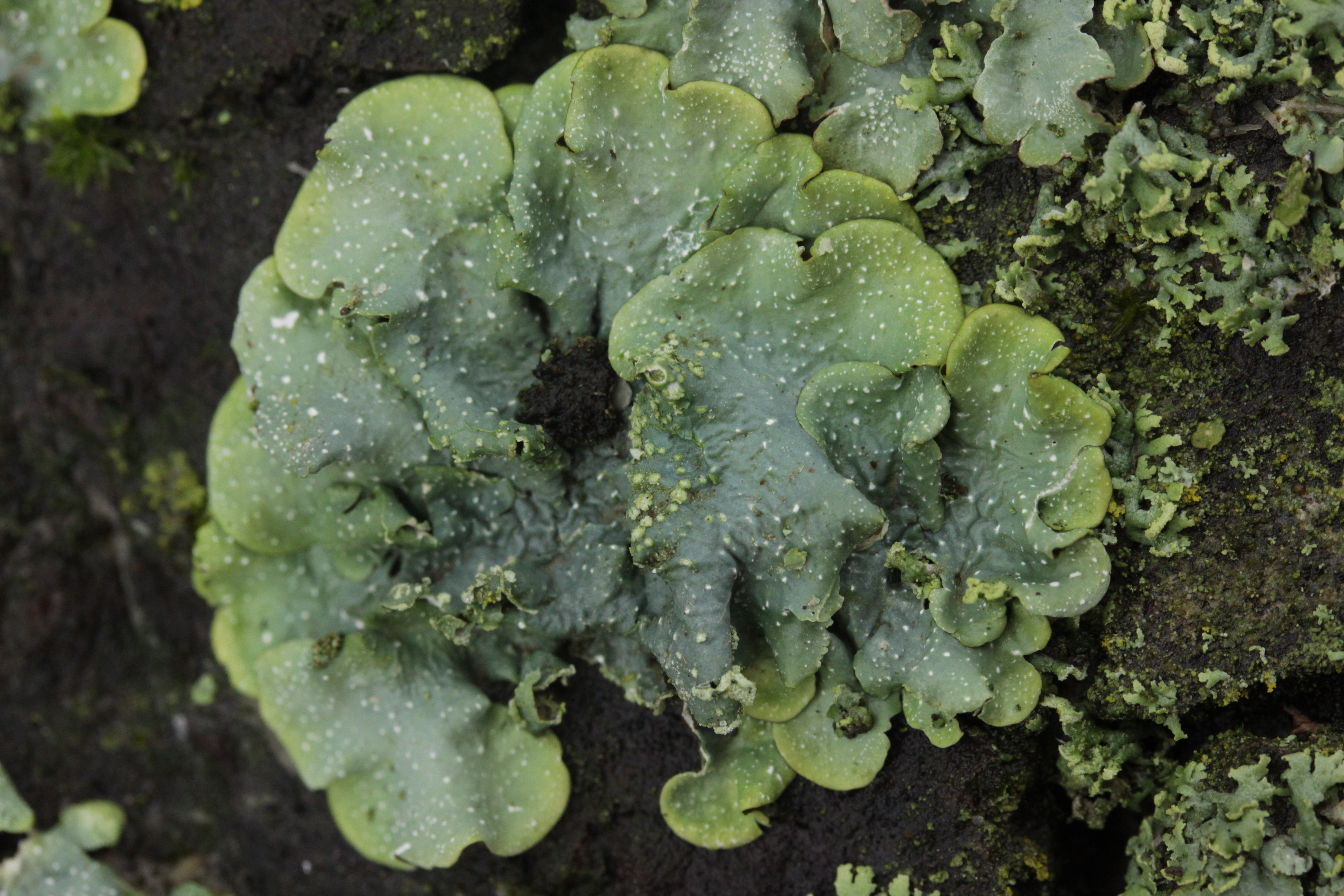
Witstippelschildmos (Punctelia borreri) met pseudocyphellen
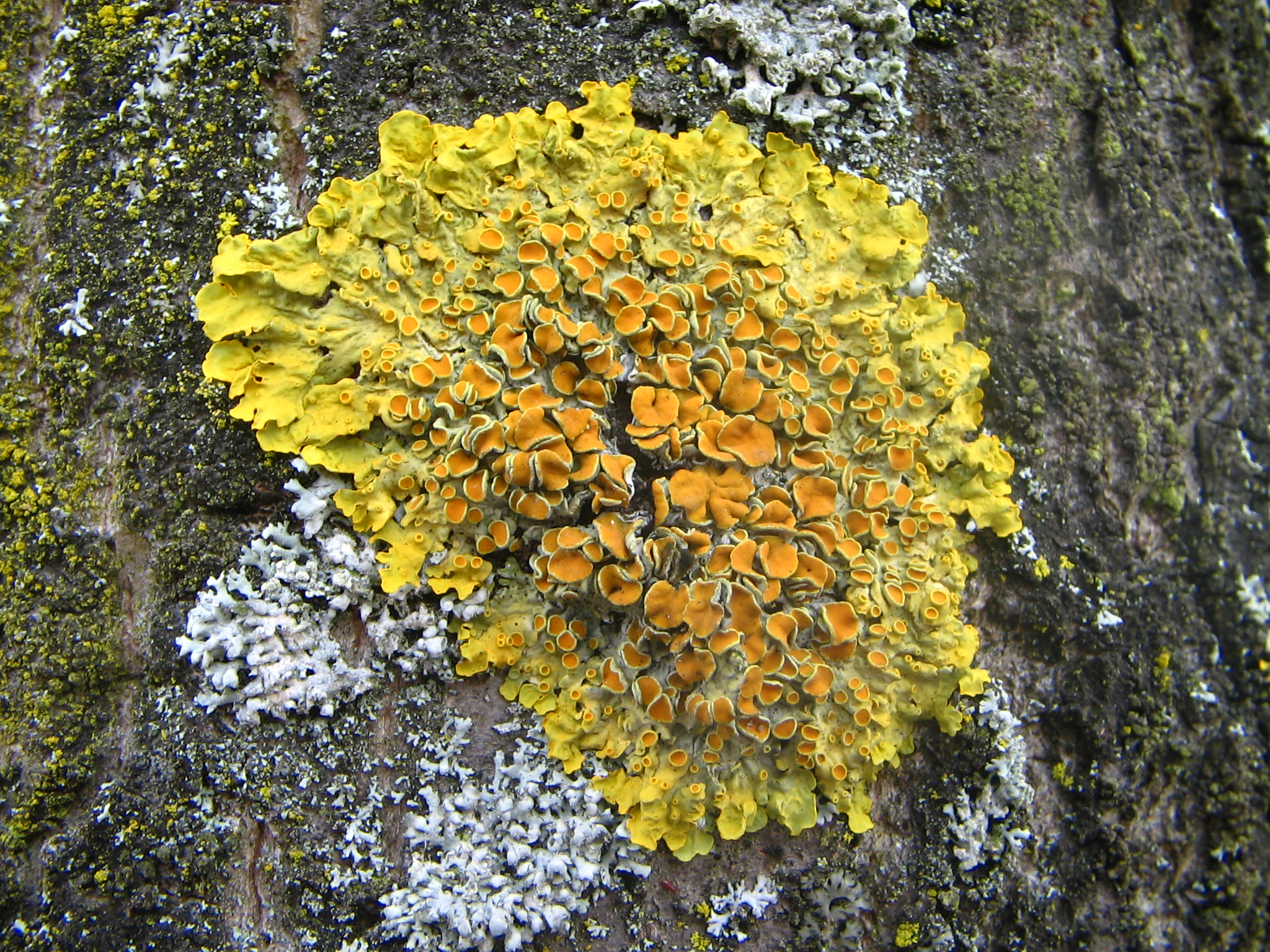
Groot dooiermos (Xanthoria parietina), een korstmos met veel apotheciën
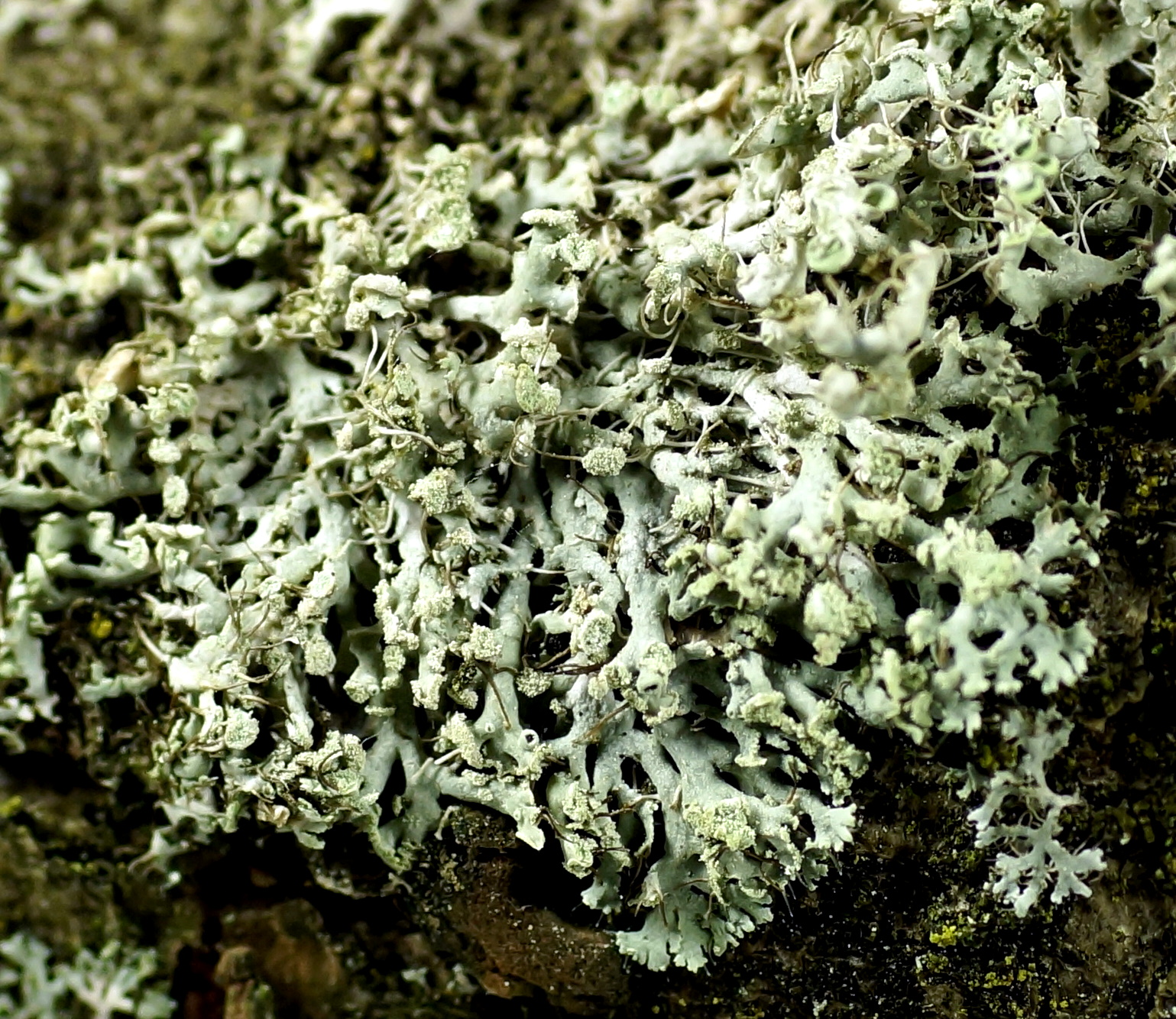
Heksenvingermos (Physcia tenella), een korstmos met lipsoralen
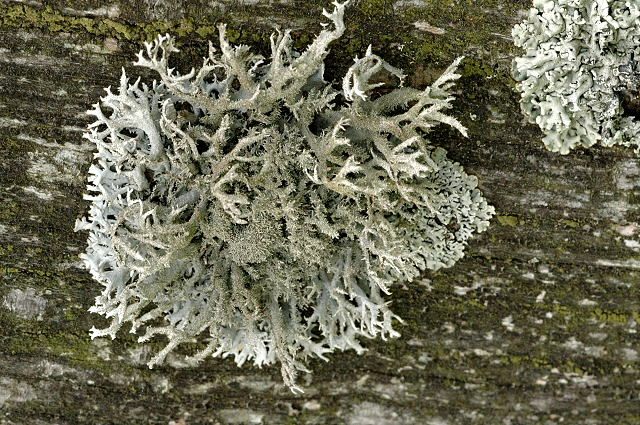
Purper geweimos (Pseudevernia furfuracea), een korstmos met isidiën

## Umbilicate korstmossen
Umbilicate korstmossen zijn bladvormige korstmossen die een schildvormig thallus hebben, dat in het midden aan de onderzijde aan het substraat is vastgehecht. Hierdoor is aan de bovenzijde van het thallus een 'navel' zichtbaar. De soorten van het geslacht Umbilicaria zijn duidelijkste voorbeelden van umbilicate korstmossen.

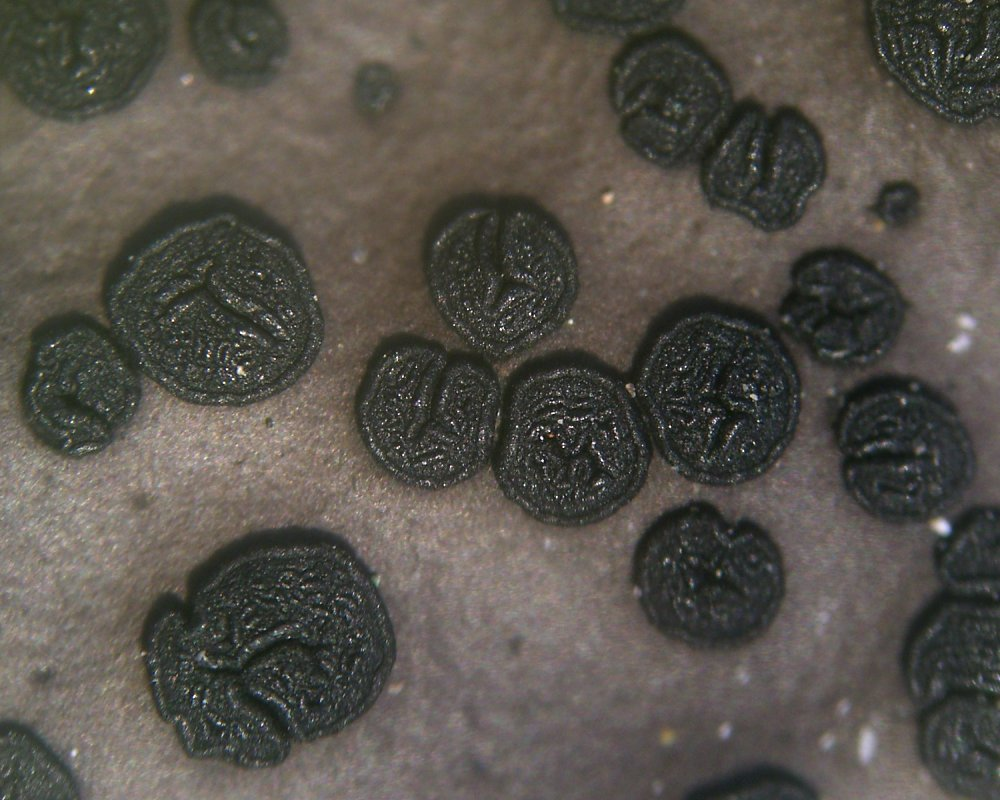
Umbilicaria hyperborea met apotheciën
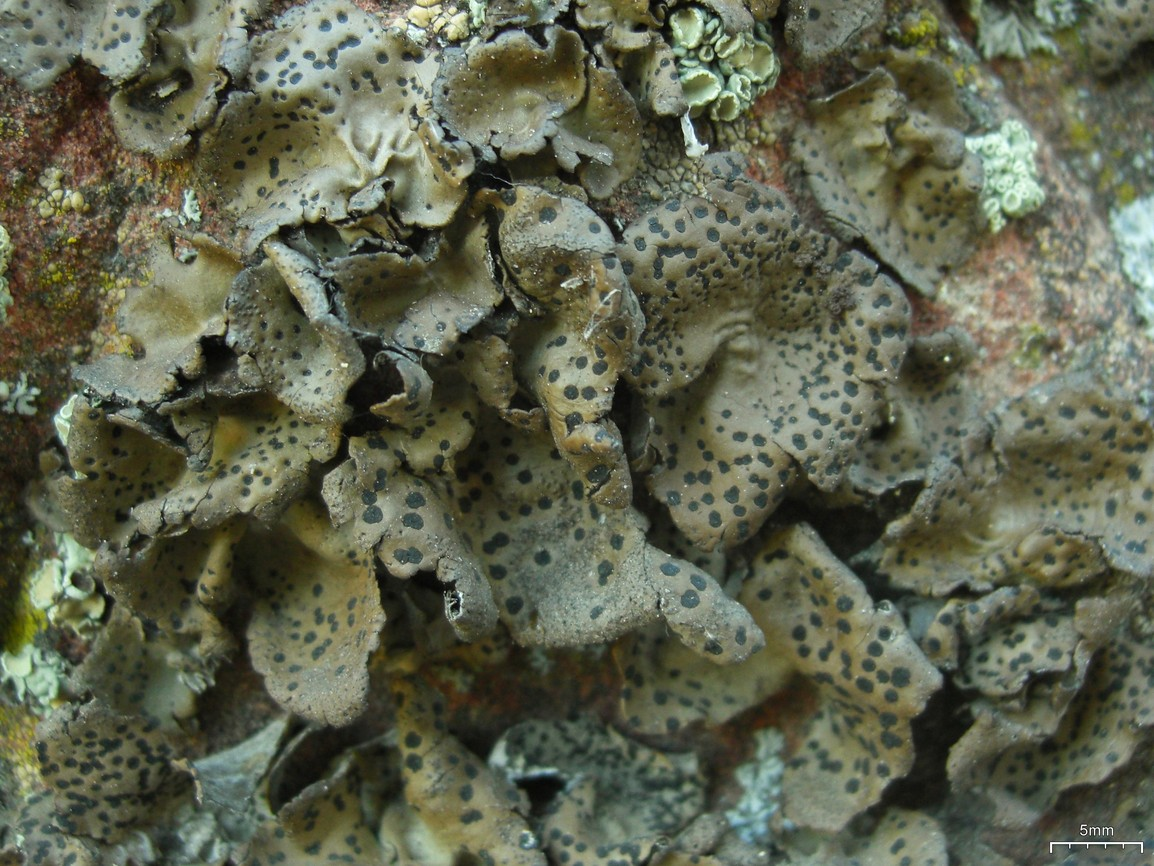
Umbilicaria angulata met apotheciën
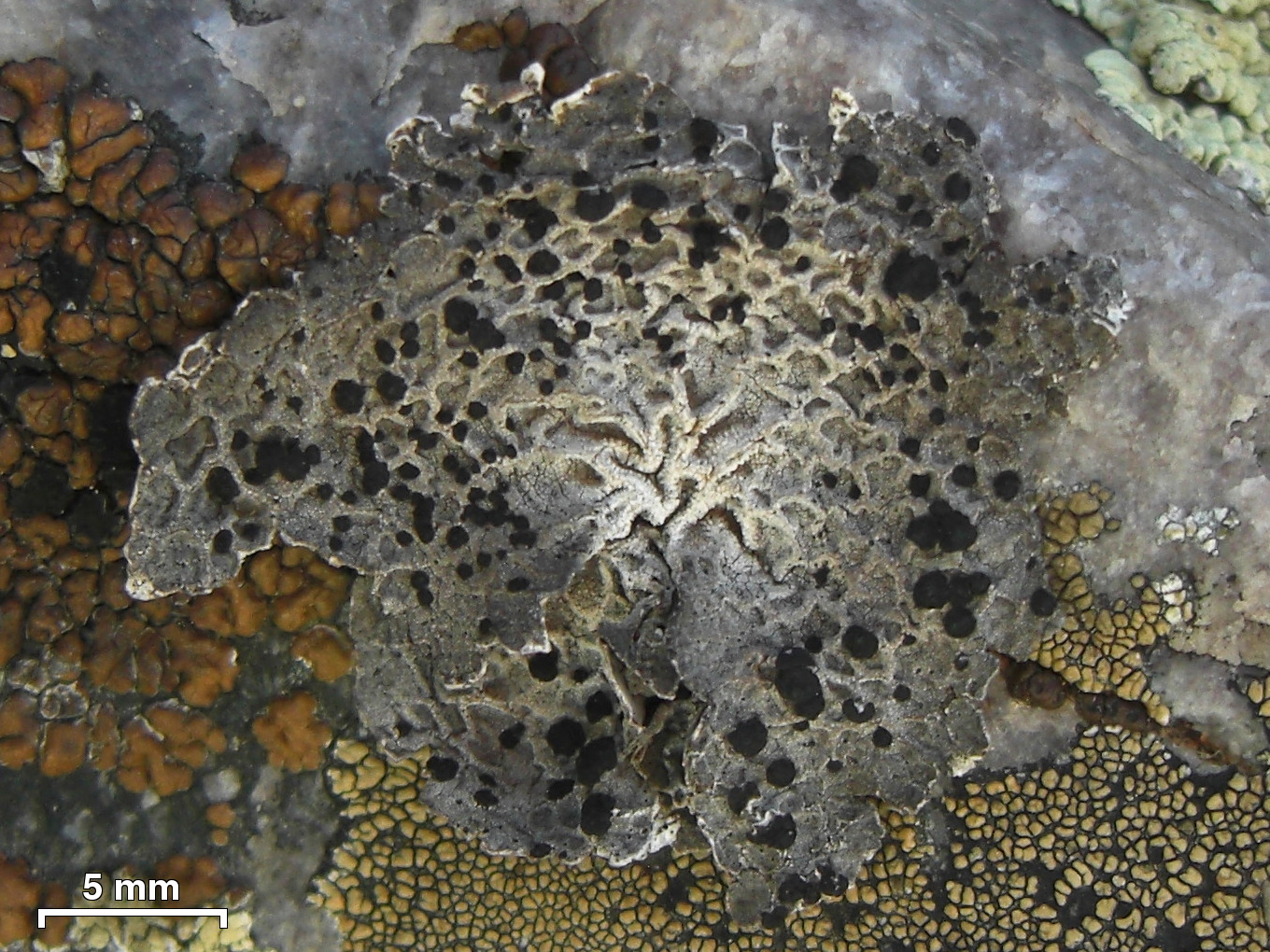
Umbilicaria krascheninnikovii
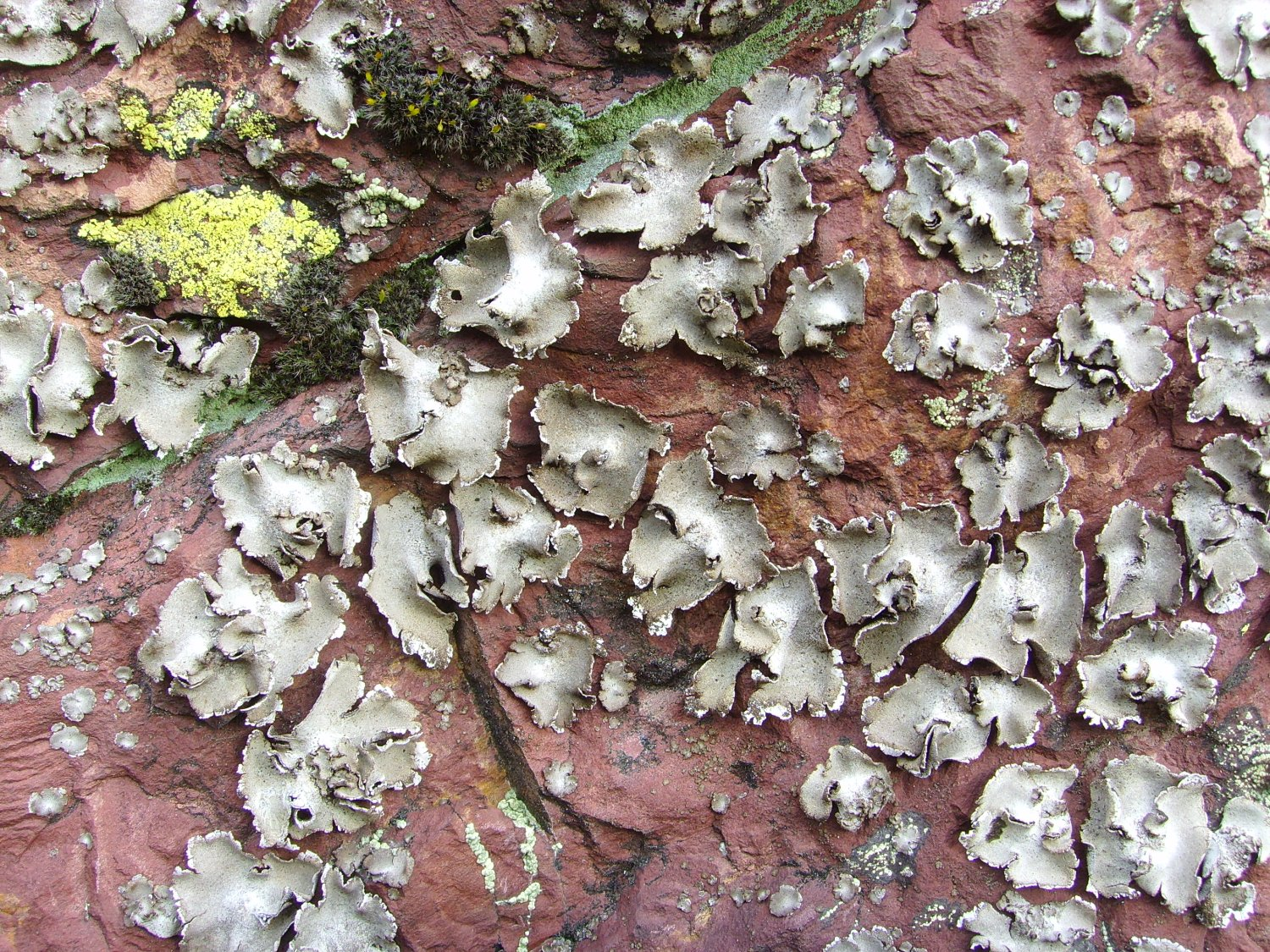
Umbilicaria grisea